# Rotella di modulazione

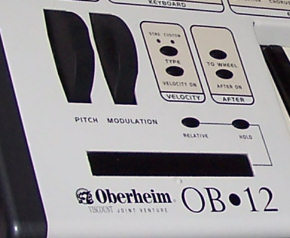
Pitch wheel, Modulation Wheel e Ribbon Controller su un synth OB12

La rotella di modulazione (nota anche con i termini inglesi modulation wheel) è un dispositivo fisico ospitato dalla quasi totalità delle tastiere musicali e sintetizzatori, utilizzato per la modifica temporanea dell'altezza dei suoni eseguiti dalla tastiera.
L'uso che si fa della rotella di modulazione è simile a quello del bending dei chitarristi e permette una maggiore libertà ed espressività per il tastierista, con la possibilità di eseguire dunque dei piccoli glissati o portamenti.
Tecnicamente consiste in un dispositivo a forma semicircolare, o a joystick, con una molla che forza il ritorno al centro dopo il rilascio dello stesso, riportando la nota all'intonazione originale.
Fu introdotta nelle tastiere dall'avvento dei primi sintetizzatori elettronici di largo consumo, come il minimoog.